# 忠節駅

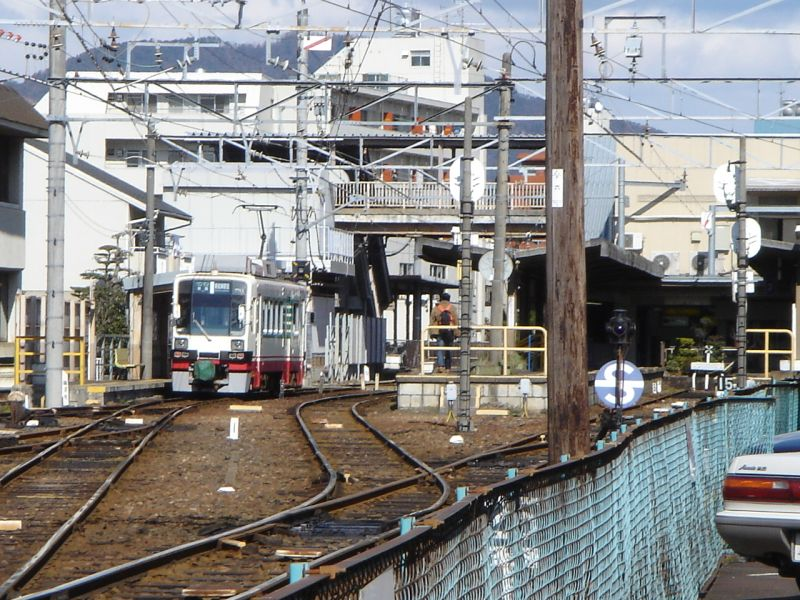
駅構内（2005年3月撮影）

忠節駅（ちゅうせつえき）は、岐阜県岐阜市島栄町1丁目にあった、名古屋鉄道の駅および停留場である。
岐阜市内線と揖斐線の接続駅であり、岐阜市内線の終点および揖斐線の起点であった。

## 歴史
当駅はまず揖斐線の前身である岐北軽便鉄道北方線の駅として1914年（大正3年）に開業した。岐北軽便鉄道はその7年後の1921年（大正10年）には岐阜市内線の前身である美濃電気軌道に吸収され、北方線も美濃電気軌道の路線となったが、北方線は同社の他の路線からは孤立していた。そのため1925年（大正14年）には岐阜市街地から路面電車が順次延伸されてきた。ただ延伸されたのは忠節橋の南の忠節橋駅までで、当駅との間は橋を徒歩で渡る必要があった。戦時中の昭和10年代に駅舎は休止や移転を経験する。この期間に新築された2代目の駅舎のデザインは華厳寺をモチーフにしていたとされる。
戦後の1948年（昭和23年）には忠節橋が架け替えられて岐阜市内線が長良川を越えてきたが、このときは忠節橋駅が移転したのみであった。岐阜市内線が忠節橋駅から当停留場まで延伸したのは1953年（昭和28年）7月1日のことであるが、岐阜市内線の停留場は揖斐線の駅の位置とは異なる場所に設けられた。これは早田の土地区画整理事業によるものであり、開業当初は駅舎もなく盛土で作られたホームがあるだけだった。この翌年に揖斐線は近ノ島駅 - 当駅間の線路を移設することで岐阜市内線の停留場に接続、両路線の忠節駅は統合されて相互に連絡するようになった。
1967年（昭和42年）からは岐阜市内線と揖斐線が直通運転を実施するようになり、その5年後には駅ビルも開業するなど、当駅はターミナル駅としての性格を有していたが、2005年（平成17年）4月1日に岐阜市内線と揖斐線が全線廃止されたことにより廃駅となった。
- 1914年（大正3年）3月29日 - 岐北軽便鉄道北方線の当駅 - 北方町駅（のちの美濃北方駅[7]）間の開通と同時に開業[3]。
- 1925年（大正14年）12月11日 - 岐阜市内線が忠節橋駅まで延伸[3][5]。当駅とは徒歩で連絡する[4]。
- 1938年（昭和13年）8月4日 - 長良川の河川改修のため、当駅 - 尻毛駅間が休止[3]。
- 1941年（昭和16年）12月20日 - 移転の上復活[3][5]。
- 1948年（昭和23年）8月1日 - 駅舎を新築移転[5][6]。
- 1953年（昭和28年）7月1日 - 岐阜市内線の忠節駅が開業[5]。
- 1954年（昭和29年）12月21日 - 揖斐線の忠節駅が移転、岐阜市内線の停留場に統合される[3]。
- 1960年（昭和35年） - 「忠節駅前巡査派出所」設置。
- 1967年（昭和42年）12月17日 - 揖斐線・岐阜市内線の相互乗り入れ開始[3]。
- 1972年（昭和47年）5月26日 - 駅ビル完成[3]。系列の名鉄ストアー（のちの「名鉄パレ」）が入居し、運転業務を除く駅業務を委託[8]。
- 1985年（昭和60年）3月1日 - 名鉄ストアーとの役務代行委託契約を解約[9]。
- 2000年（平成12年）
  - 2月 - 名鉄パレ営業終了[10]。
  - 8月22日 - 駅ビル解体開始（立体駐車場は存置）[10]。
- 2003年（平成15年） - 駅ビル解体、駅舎改築。旧名鉄パレの位置にスギ薬局が開店。
- 2005年（平成17年）4月1日 - 岐阜市内線と揖斐線の廃止に伴い廃駅[5]。
- 2006年（平成18年）11月30日 - 忠節駅前交番が廃止。
- 2007年（平成19年）
  - 3月25日 - 岐阜北警察署忠節駅前交番の廃止に伴い駅舎（構内含む）・交番・旧名鉄パレの駐車場を解体。
  - 11月10日 - 跡地にヤマナカ忠節フランテ館開店[11]

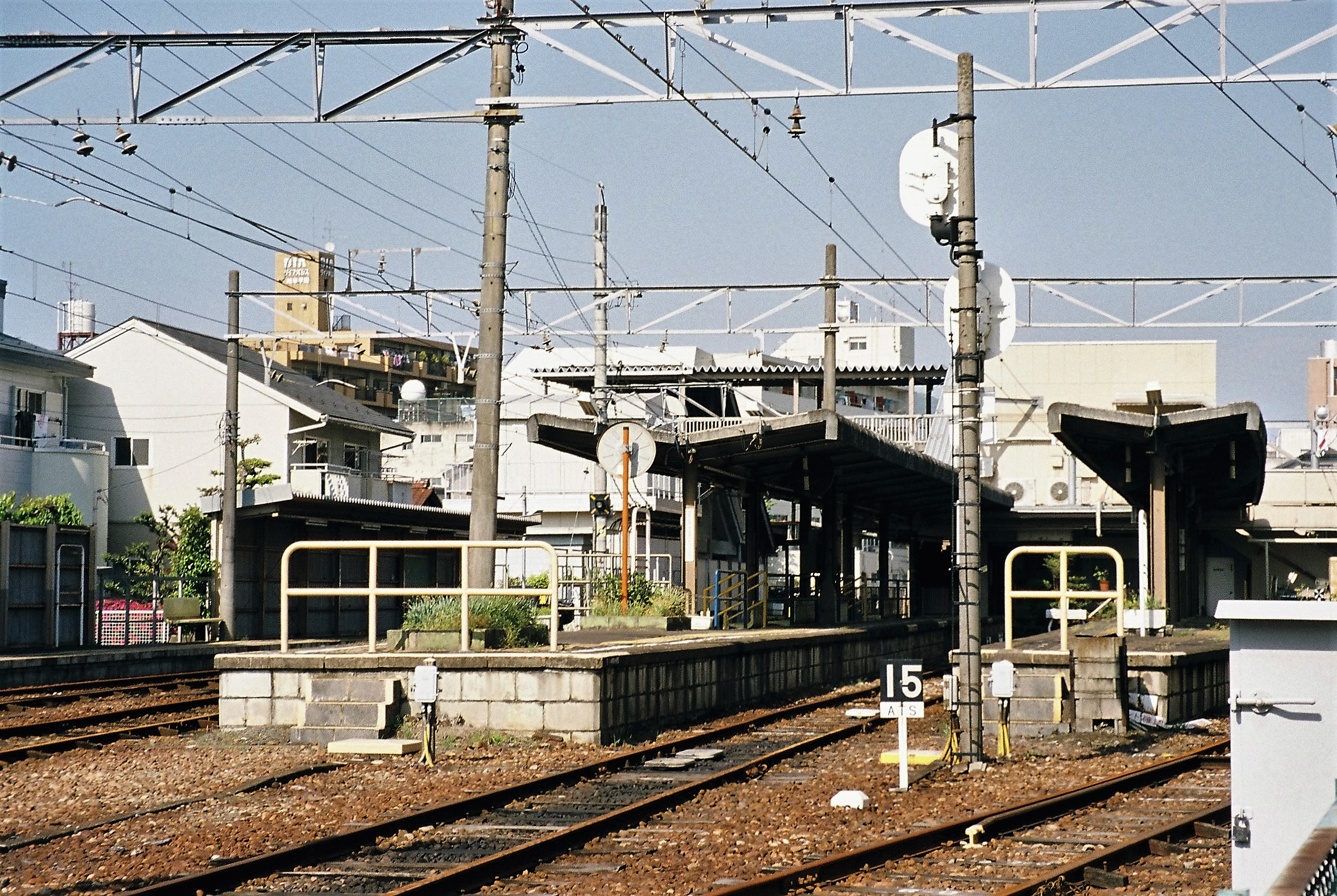
廃線直後の駅構内を黒野方面から望む（2005年5月撮影）
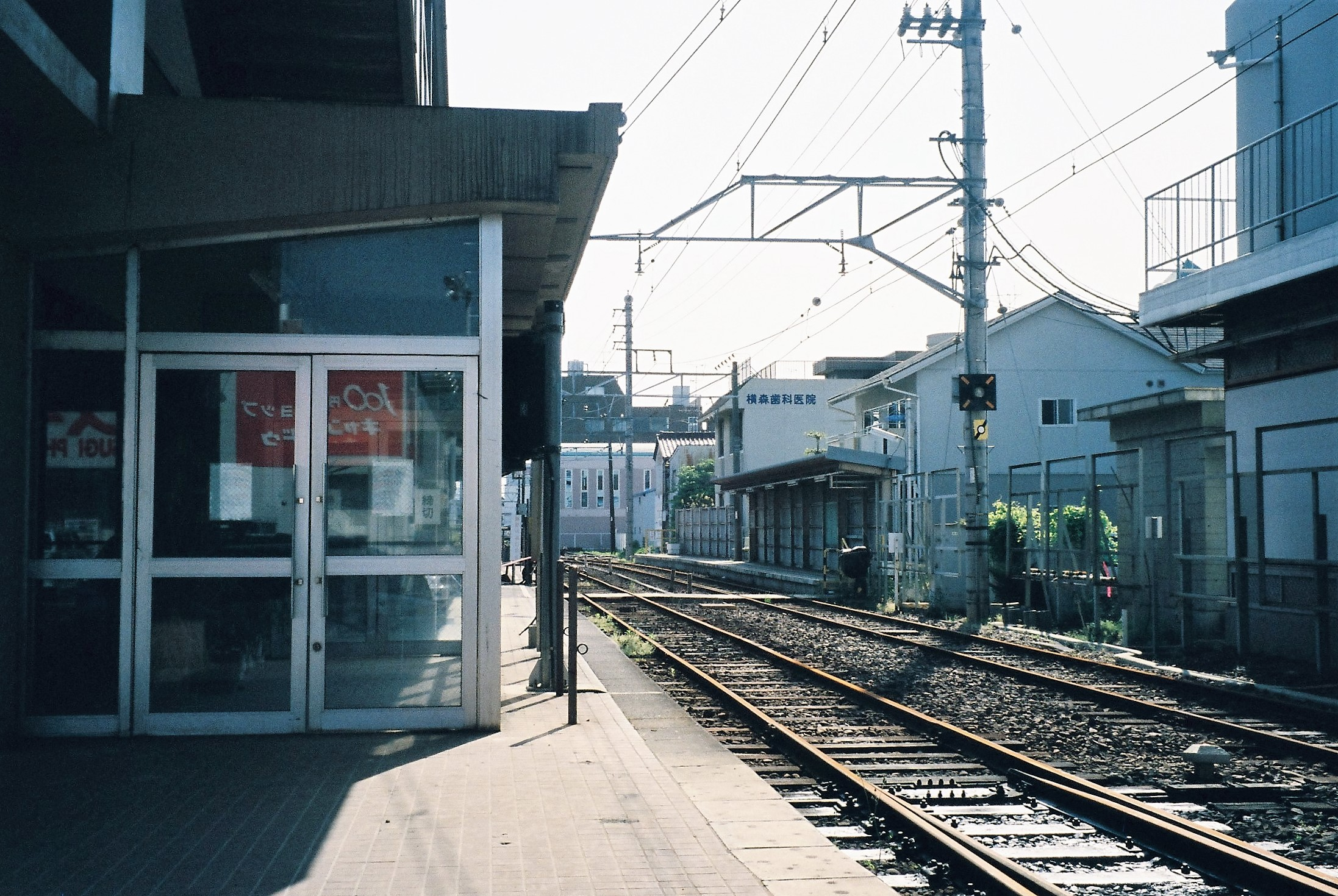
廃線直後の3・4番線を徹明町方面から望む（2005年5月撮影）
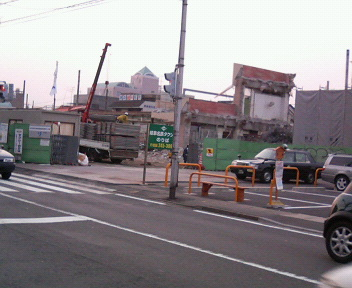
駅舎解体中（2007年1月撮影）
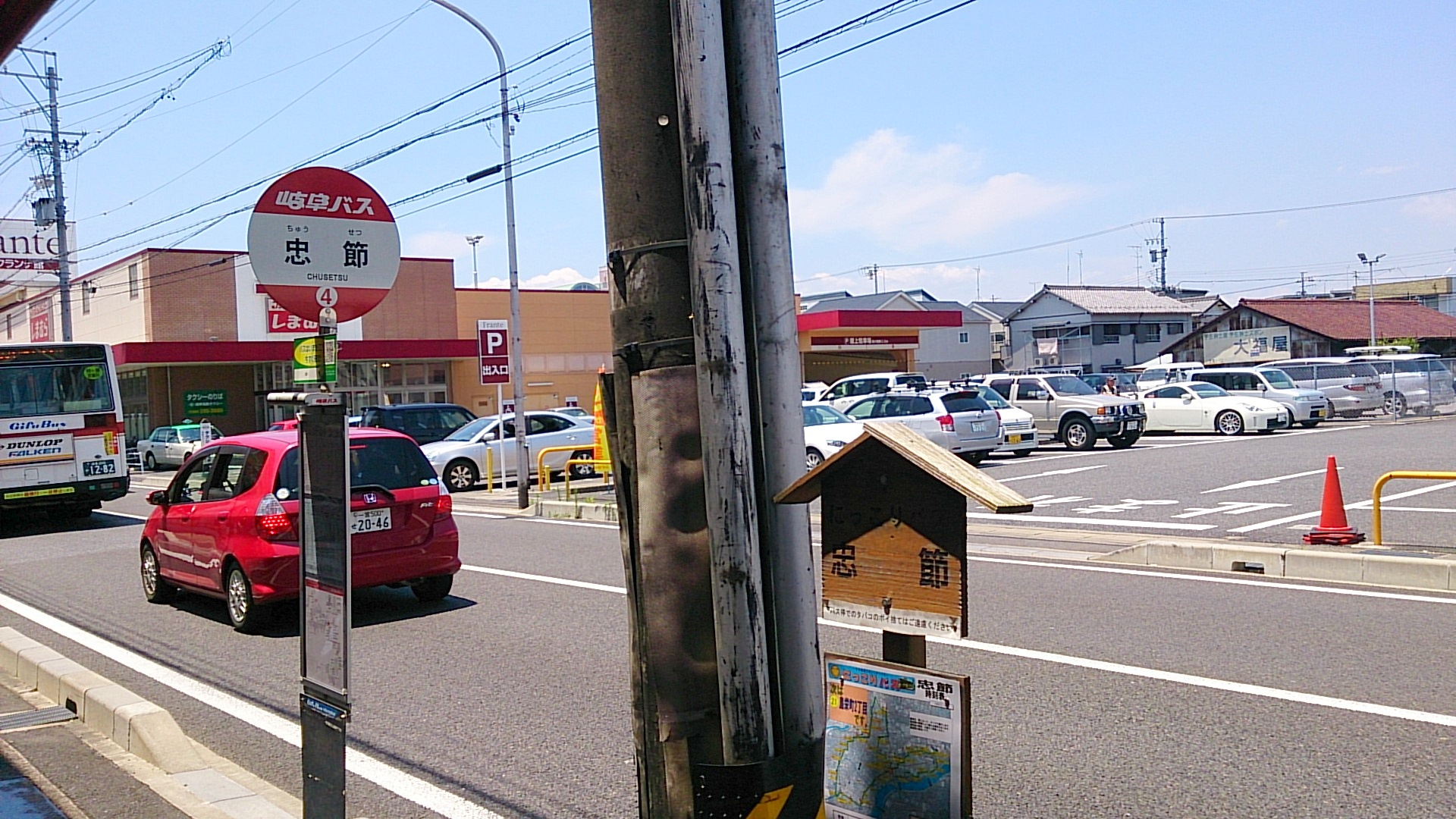
忠節バス停、忠節フランテ館（2014年6月撮影）
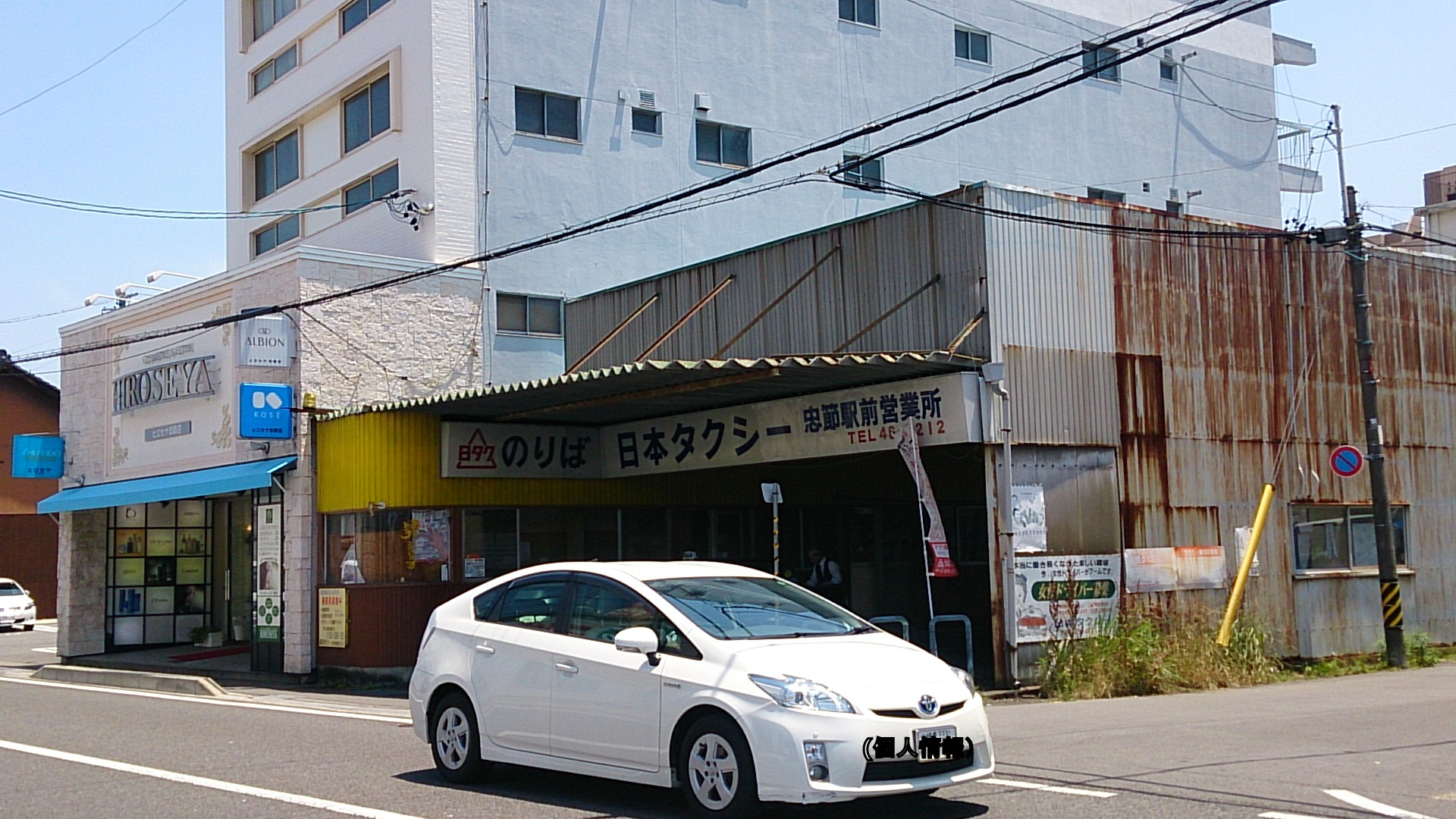
駅前跡タクシー営業所（2014年6月撮影、「忠節駅前」表記の看板あり）
駅前跡、県道終点表記（2014年6月撮影、「忠節停車場線・終点」表記）

## 駅構造
島式・相対式3面4線のホームを持つ有人駅であった。2線は岐阜市内線・揖斐線直通用（3・4番線）、2線は揖斐線内折り返し用（1・2番線。この2線は頭端式ホーム）。廃止直前は岐阜市内線との直通列車がほとんどであったため、揖斐線折り返しホームはほとんど使われなかった。
廃線の数年前までは名鉄パレ（現在のパレマルシェ）忠節店を中心とした4階建ての駅ビルを併設していたが、老朽化に加え名鉄パレが閉店したため取り壊された。
| ホーム | 路線        | 方向 | 行先                   | 備考                                   |
| ------ | ----------- | ---- | ---------------------- | -------------------------------------- |
| 1・2   | ■揖斐線     | 下り | 美濃北方・黒野方面     | 当駅折り返し                           |
| 3      | ■揖斐線     | 下り | 美濃北方・黒野方面     | 岐阜市内線からの直通（ほとんどの列車） |
| 4      | ■岐阜市内線 | 上り | 徹明町・新岐阜駅前方面 | 揖斐線からの直通（ほとんどの列車）     |

4番線へは構内踏切を使って行き来でき、改札外には跨線橋があった。行灯式の発車標も設置されていた。
自動券売機や自動改札機は設置されていなかった。
夜間滞泊の設定駅であり、23時15分から5時頃まで、6時間ほど車両留置の設定があった。

### 配線図
| ← 美濃北方・ 黒野方面 | 名古屋鉄道 忠節駅 構内配線略図 | → 徹明町・ 新岐阜駅前・ 岐阜駅前方面 |
| 凡例 出典:            |                                |                                      |

## 利用状況
- 『名古屋鉄道百年史』によると1992年度当時の1日平均乗降人員は2,865人であり、この値は岐阜市内線均一運賃区間内各駅（岐阜市内線・田神線・美濃町線徹明町駅 - 琴塚駅間）を除く名鉄全駅（342駅）中147位、揖斐線・谷汲線（24駅）中1位であった[1]。

## 駅周辺
- 長良川
- 忠節橋
- 岐阜早田郵便局
- 岐阜市立明郷中学校
- 岐阜県立岐阜北高等学校
- 岐阜県立岐阜商業高等学校
- 岐阜バス「忠節駅前」バス停（当駅廃止後、「忠節」に改称）

## 隣の駅
名古屋鉄道
揖斐線
■急行
忠節駅 - 尻毛駅
■普通
忠節駅 - 近ノ島駅
岐阜市内線
■急行・■普通
早田駅 - 忠節駅